# Prasat Suor
Suor Prat – dwanaście sąsiadujących ze sobą niewielkich kamiennych wież z kompleksu Angkor wpisanych wspólnie na listę światowego dziedzictwa UNESCO, ustanowionej na mocy Konwencji w sprawie ochrony światowego dziedzictwa kulturowego i naturalnego, przyjętej przez UNESCO w 1992 roku na 16 sesji w Santa Fe, Stany Zjednoczone Ameryki 7-14 grudnia. 
Data budowy nie jest dokładnie określona. Szacuje się ją na XIII wiek prawdopodobnie za panowania Dżajawarmana VII  lub jego następcy. Świątynia została oczyszczona w latach 1908 przez Mr. Commaille i w latach 1919-1920 przez H. Marchal, a pierwsza rekonstrukcja wieży nr 4 przeprowadzona była w latach 1955-1956.
Suor Prat jest kompleksem 12 kamiennych wież w Angkor Thom rozmieszczonych w dwóch grupach, po sześć symetrycznie po dwóch stronach Drogi Zwycięstwa biegnącej od pałacu królewskiego do bramy wschodniej. Po pięć z każdej strony znajduje się w linii północ-południe, a dwie centralne położone tuż przy Drodze Zwycięstwa są nieco cofnięte. Znajdują się przed Tarasem Słoni i Tarasem Trędowatego Króla, za nimi znajdują się świątynie Khleang. Wieże mają oznaczenie: północne N1-N6, a południowe S1-S6. Większość wież jest zachowana w dobrym stanie, oddalone są od siebie o około 25 m każda. Wnętrze każdej z nich ma wymiary 4 na 6 metrów z wejściem od zachodu i trzema dużymi oknami po jednym z każdej strony, tylko dwie wieże przy drodze zwycięstwa mają wejścia skierowane ku sobie z południa na północ. W latach 2002–2005 dwie najbardziej zagrożone zawaleniem wieże N1 i N2 zostały rozebrane i zrekonstruowane ponownie. W przypadku wieży N1 rozebrano 200 bloków laterytowych i 700 z piaskowca, z których naprawiono i wykorzystano do ponownej konstrukcji obiektu 756 bloków laterytu i 273 bloki z piaskowca. Metody zastosowane przy rekonstrukcji wież były nowatorskie i wcześniej niestosowane w Angkor. Po rozebraniu wież przeprowadzono badania fundamentów i gruntu, na którym zbudowano obiekt. Grunt został zagęszczony, a do łączenia bloków kamiennych użyto specjalnie opracowanych materiałów. Przy okazji tych prac częściowo naprawiono obrzeża Stawu Północnego bezpośrednio sąsiadującego z wieżami N1, N2 i N3. 
Zastosowanie tych budynków nie jest znane, ich budowa nie odpowiada standardowi świątynnych sanktuariów, w których nie było okien, a wejścia. Według opisu Zhou Daguan wieże te służyły za miejsca do rozwiązywania sporów pomiędzy obywatelami Angkor.  Spór miał być rozwiązywany w taki sposób, że dwóch spierających się ludzi było zmuszony do przebywania w wieży, a ich rodziny czekały przed wieżami. Po 3-4 dniach u tego kto nie ma racji pojawiają się objawy choroby, katar, wrzody lub gorączka, a ten kto miał rację pozostawał zdrowy. Nazywa to się sądem bożym.